# 圣路易斯 (密苏里州)
圣路易斯（/seɪnt ˈluːɪs, sənt ˈluːɪs/）位于密苏里河和密西西比河汇合处，是美國密蘇里州唯一的獨立市，也是該州第二大城市（第一大城市為堪薩斯城）。市內人口為308,626人，為美國按人口排名第58大城市。
聖路易是美国中西部的交通枢纽，由法國探險家兼皮草商人皮埃爾·拉克莱德（Pierre Laclède）和奧古斯特·舒托（Auguste Chouteau）于1764年建立，以中世紀是法王路易九世的封號聖路易命名，曾於1904年舉辦第三屆夏季奧林匹克運動會。
圣路易斯有多所大学，如圣路易斯华盛顿大学、圣路易斯大学和密苏里大学圣路易斯分校。位于中西区的华盛顿大学医学中心拥有医疗和制药机构的聚集地，包括巴恩斯犹太医院。

## 歷史
聖路易早於大航海時代以前，已經有人聚居，當時主要是些被稱為築丘人（Mound Builder）的美洲原住民。歐洲人最早於1673年踏足聖路易，其時法國探險家Louis Jolliet乘船穿越密西西比河時，正好途經此地。而在1700年代，就有一些歐洲移民來此定居。
至於正式建城則是1764年的事：兩位法國籍皮草商人皮埃爾·拉克利德（Pierre Laclède）和奧古斯特·舒托（Auguste Chouteau），就在聖路易建城，專門與美國中西部原住民進行皮草貿易。同時以中世紀是法王路易九世的封號聖路易命名這座城市，故該城的末尾s是否發音仍有爭議（相比之下，美國另一座以波旁王朝法王路易命名的城市路易維爾公認s不發音）。早年居民為法國殖民者，18世紀中葉七年战争後西班牙人開始增多。由於法國在七年戰爭中失敗，密西西比河以東的殖民地由大英帝國佔領。如今聖路易市所在的區被稱為西班牙路易斯安那，仍然保留在法國勢力範圍內
美國宣佈獨立期間，聖路易仍是法國屬土。至1803年路易斯安那購地，聖路易與其他中西部地區一樣，被賣給了美國。

### 十九世紀
1804年，受美國總統托馬斯·傑斐遜派遣，美國陸軍軍官梅里韦瑟·刘易斯和威廉·克拉克率隊從聖路易出發，遠征西部地區。探險隊沿密蘇里河逆流而上向西，並於此年5月抵達太平洋海岸。1806年9月23日探險隊勝利返回聖路易，探險隊兩位領導劉易斯和克拉克均居住於聖路易。此後聖路易成為各種探險家，西進墾荒者和毛皮生意人的集散地。
1808年，聖路易居民首次進行公投選舉市政府。1818年，蒸汽船正式通航，大宗貨物可直接通航至新奧爾良並海運至東海岸和歐洲國家，商業開始蓬勃發展。
1821年密蘇里州成立，聖路易也於1822年被劃做美國城市之一。這一時期主要支柱產業為港口、貿易和運輸業。上述行業大量使用黑奴作為苦力。由於城市緊鄰伊利諾伊州（自由州），每年有大量黑奴逃亡。某些逃亡失敗的黑奴（多數為婦女兒童）則被法院起訴。聖路易深受自由州影響，每年都有許多正義律師義務為黑人爭取自由。自美國內戰前，有數百位黑人通過法庭合法的爭取到自由。1840年起，德國、愛爾蘭裔移民大量湧入，人口從1840年的20,000，升至1850年的77,860；1860年則高達16萬。從18世紀中葉，聖路易人口超過新奧爾良，為密西西比河沿岸最大城市。

圣路易斯1896年时鸟瞰地图

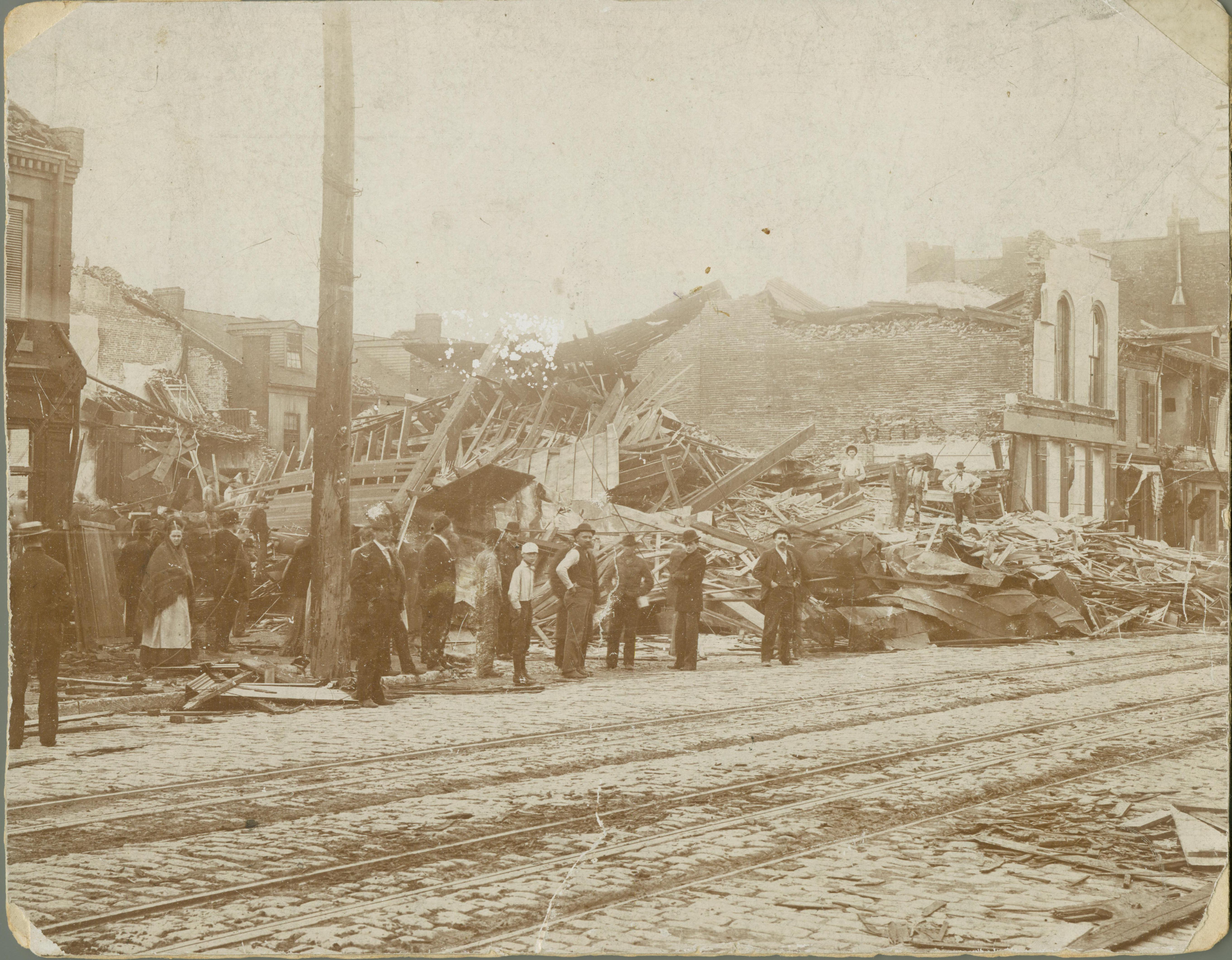
1896年5月27日，遭龙卷风袭击的南百老汇大街

密蘇里州雖然為蓄奴州，在內戰前是否脫離聯邦的問題上舉棋不定，加上聖路易身處奴隸州和自由州的邊界，因此內戰前各種政治勢力在聖路易激烈衝突。內戰中聖路易由忠於聯邦的勢力控制，但不乏極端份子製造騷亂。1861年5月10日，邦聯的支持者發生騷亂，聯邦軍隊向騷亂開槍造成28名平民死亡，被稱為聖路易大屠殺。內戰中聯邦海軍對邦聯進行經濟封鎖，造成密西西比河航運中斷，聖路易經濟也遭受沈重打擊。期間，聖路易亦給聯邦海軍生產鐵甲艦。內戰後聖路易經濟很快復蘇，並成為西部開發的窗口。1874年伊茲橋竣工，為第一座橫跨密西西比河中下游的公鐵兩用大橋。伊茲橋溝通聖路易和東聖路易，並取代了輪渡，將兩岸的鐵路網連結成一體。伊茲橋一直使用至今並成為聖路易市的重要標誌之一。得益於交通的改善，各種製造業工廠沿密西西比河兩岸展開。
1876年8月22日，經公民投票，聖路易市正式從聖路易縣中獨立出來，成為一個獨立市，原縣治遷往克雷頓。19世紀後半葉，聖路易市成為了工業重地，較著名的產業有輕工業啤酒廠“安海斯-布希”（Anheuser-Busch），動物食品廠“羅爾斯頓-普瑞納”（Ralston-Purina）；重工業有冶金業“德洛熱聯合鉛公司”（Desloge Consolidated Lead Company）。聖路易亦是當時交通設備的生產基地，有生產鐵路和電車的企業“聖路易車輛廠”（Saint Louis Car Company），多家中小型汽車製造廠，其中較有名的有“成功汽車製造廠”（Success Automobile Manufacturing Company）。但汽車業不久就被革命性的密歇根州汽車工業取代。1892年聖路易出現了第一幢摩天大樓溫萊特大廈，設計者為著名摩天大樓設計師路易斯·沙利文。

### 二十世紀
1904年，路易斯安那購地100週年萬國博覽會、1904年夏季奥林匹克运动会在聖路易召開，聖路易也成為第一個舉辦奧林匹克運動會的北美洲城市。世博會和奧運會的會場在森林公園以及與之毗鄰的聖路易華盛頓大學體育場。世博會的許多建築被保留至今作為歷史博物館，藝術博物館，動物園和都市景觀。
雖然美國內戰已經結束逾40年，二十世紀初的聖路易依然面臨嚴重的種族衝突問題。住房歧視，就業歧視和社會地位不平等在第一個十年尤為突出。許多地區對不同種族或信仰的購房者或租房客進行限制。20世紀前半葉，隨著工業的進一步發展，大批非裔美國人從南方州份遷居至聖路易尋求工作。第二次世界大戰期間美国全国有色人种协进会遊說政府，在軍工廠內消除了種族歧視。戰後，地役權種族歧視通過“雪莉訴克雷默案”由最高法院裁決違憲。1964年，民權活動者在大拱門舉行示威抗議絲綢貿易工會對黑人歧視。1964年民權法案批准後，絲綢貿易工會被最高法院起訴。
1950年代，聖路易公立教育原則上是種族隔離的，並且種族隔離事實上一直持續到1970年代。為此，法院開始強制推行種族融合制度。部分居住在黑人區的學齡兒童被強制送到白人公立學校以推進種族融合（被稱為“bus”，因為這些學童需乘坐校巴前往距家較遠的學校）。不少公立學校亦成立附屬學校和特色學校以提高入學率。
1965年聖路易拱門在密西西比河畔竣工，成為城市新的地標。
二十世紀前半葉，聖路易工業發展至頂峰，吸納大量移民使其人口在1950年達到頂峰856,796。隨後由於1950年代開始的郊區化，以及美國產業結構調整，導致大量工廠倒閉，聖路易人口開始銳減。郊區化對聖路易市影響相較其他城市尤為嚴重。1976年市縣分離後，聖路易市僅剩下市區，大量人口遷居相鄰縣市，造成了稅收銳減，市內亦無剩餘土地用郊區居民區或衛星城。2011年，聖路易市人口僅為大聖路易地區的11%。目前大聖路易仍為美國前20大都會區之一，24%的總人口居住在城市內。
聖路易的新移民主要由越南人，拉美裔（墨西哥人為主）和波士尼亞人為主。其中波士尼亞人為波黑以外最大的一支。政府亦有數個都市復興計劃，拆除舊屋以提供條件改善的新屋，但效果不彰。普魯伊特-伊戈公寓即為一個典型的失敗例子。

## 地理
聖路易是大聖路易都會圈的核心。整個都會圈包括了密蘇里州境內的聖路易縣，聖查爾斯縣等並包括了位於伊利諾伊州的都會東區，總人口為2,803,707，为按人口統計為美国第十八大城市区。按佔地面積算為美國面積最大的都會圈之一。其密蘇里州部分亦是該州最大的都會圈。

### 城市地理

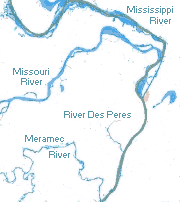
聖路易地區河流圖

根據美國人口調查局統計數據，聖路易市面積為170平方公里（66平方英里），水域面積為11平方公里，佔11%。蘭伯特-聖路易國際機場亦屬於聖路易市領土，但其位於聖路易縣，故在地理上屬於飛地。城市位於密蘇里河和密西西比河交界處西南的丘陵區域，平均海拔高度高於河面100-200英尺。地形主要為坡度較緩的丘陵，山谷和兩河沖積平原，土壤肥沃適合作物生長。

### 城市气候
圣路易斯气候代表美国中西部温带，属溫帶大陸性濕潤氣候，四季分明。冬季寒冷，潮湿，但日照相对充足，日最高气温等于或低于0 °C（32 °F）的平均日数为10天，日最低气温等于或低于−10 °C（14 °F）的平均日数为12天，低于或等于−15 °C（5 °F）的有3.2天；夏季炎热潮湿，日最高气温达30 °C（86 °F）的日数年均有80天，达35 °C（95 °F）以上的有16天。最冷月（1月）均温0.1 °C（32.1 °F），极端最低气温−30 °C（−22 °F）（1884年1月5日）。最热月（7月）均温26.9 °C（80.4 °F），极端最高气温46 °C（115 °F）（1954年7月14日）。无霜期平均为214天（4月2日至11月2日）；可测量降雪平均期为12月2日至3月17日。年均降水量约1,060（41.7英寸），年极端最少降水量为523（20.59英寸）（1953年），最多为1,555（61.24英寸）（2015年）。年均降雪量为42（16.6英寸）；1953–54年的降雪量最少，积累降雪量只有3.8（1.5英寸），1911–12年的降雪量最多，积累降雪量为172（67.6英寸）。
| 密苏里圣路易斯（兰伯特-圣路易斯国际机场），1991−2020年正常值，1874至今极端数据                                                                                            | 密苏里圣路易斯（兰伯特-圣路易斯国际机场），1991−2020年正常值，1874至今极端数据 | 密苏里圣路易斯（兰伯特-圣路易斯国际机场），1991−2020年正常值，1874至今极端数据 | 密苏里圣路易斯（兰伯特-圣路易斯国际机场），1991−2020年正常值，1874至今极端数据 | 密苏里圣路易斯（兰伯特-圣路易斯国际机场），1991−2020年正常值，1874至今极端数据 | 密苏里圣路易斯（兰伯特-圣路易斯国际机场），1991−2020年正常值，1874至今极端数据 | 密苏里圣路易斯（兰伯特-圣路易斯国际机场），1991−2020年正常值，1874至今极端数据 | 密苏里圣路易斯（兰伯特-圣路易斯国际机场），1991−2020年正常值，1874至今极端数据 | 密苏里圣路易斯（兰伯特-圣路易斯国际机场），1991−2020年正常值，1874至今极端数据 | 密苏里圣路易斯（兰伯特-圣路易斯国际机场），1991−2020年正常值，1874至今极端数据 | 密苏里圣路易斯（兰伯特-圣路易斯国际机场），1991−2020年正常值，1874至今极端数据 | 密苏里圣路易斯（兰伯特-圣路易斯国际机场），1991−2020年正常值，1874至今极端数据 | 密苏里圣路易斯（兰伯特-圣路易斯国际机场），1991−2020年正常值，1874至今极端数据 | 密苏里圣路易斯（兰伯特-圣路易斯国际机场），1991−2020年正常值，1874至今极端数据 |
| 月份 | 1月                                                                            | 2月                                                                            | 3月                                                                            | 4月                                                                            | 5月                                                                            | 6月                                                                            | 7月                                                                            | 8月                                                                            | 9月                                                                            | 10月                                                                           | 11月                                                                           | 12月                                                                           | 全年                                                                           |
| --- | ------------------------------------------------------------------------------ | ------------------------------------------------------------------------------ | ------------------------------------------------------------------------------ | ------------------------------------------------------------------------------ | ------------------------------------------------------------------------------ | ------------------------------------------------------------------------------ | ------------------------------------------------------------------------------ | ------------------------------------------------------------------------------ | ------------------------------------------------------------------------------ | ------------------------------------------------------------------------------ | ------------------------------------------------------------------------------ | ------------------------------------------------------------------------------ | ------------------------------------------------------------------------------ |
| 历史最高温 °C（°F） | 25 (77)                                                                        | 30 (86)                                                                        | 33 (92)                                                                        | 34 (93)                                                                        | 37 (98)                                                                        | 42 (108)                                                                       | 46 (115)                                                                       | 43 (110)                                                                       | 40 (104)                                                                       | 34 (94)                                                                        | 30 (86)                                                                        | 24 (76)                                                                        | 46 (115)                                                                       |
| 平均最高温 °C（°F） | 18.2 (64.7)                                                                    | 21.7 (71.0)                                                                    | 26.3 (79.4)                                                                    | 30.2 (86.4)                                                                    | 32.4 (90.4)                                                                    | 35.3 (95.5)                                                                    | 37.3 (99.2)                                                                    | 37.3 (99.1)                                                                    | 34.1 (93.4)                                                                    | 30.6 (87.0)                                                                    | 24.2 (75.5)                                                                    | 19.4 (66.9)                                                                    | 38.2 (100.7)                                                                   |
| 平均高温 °C（°F） | 4.7 (40.4)                                                                     | 7.7 (45.8)                                                                     | 13.7 (56.6)                                                                    | 20.0 (68.0)                                                                    | 25.1 (77.1)                                                                    | 29.9 (85.9)                                                                    | 32.0 (89.6)                                                                    | 31.3 (88.3)                                                                    | 27.3 (81.1)                                                                    | 20.7 (69.2)                                                                    | 13.1 (55.5)                                                                    | 6.9 (44.5)                                                                     | 19.3 (66.8)                                                                    |
| 平均低温 °C（°F） | −4.6 (23.8)                                                                    | −2.4 (27.6)                                                                    | 2.6 (36.7)                                                                     | 8.3 (47.0)                                                                     | 14.4 (57.9)                                                                    | 19.6 (67.2)                                                                    | 21.7 (71.1)                                                                    | 20.7 (69.3)                                                                    | 16.1 (60.9)                                                                    | 9.5 (49.1)                                                                     | 3.0 (37.4)                                                                     | −1.9 (28.5)                                                                    | 8.9 (48.0)                                                                     |
| 平均最低温 °C（°F） | −15.3 (4.4)                                                                    | −12.4 (9.6)                                                                    | −7.9 (17.8)                                                                    | 0.1 (32.2)                                                                     | 6.4 (43.5)                                                                     | 13.1 (55.5)                                                                    | 16.3 (61.4)                                                                    | 15.6 (60.1)                                                                    | 8.4 (47.1)                                                                     | 0.9 (33.6)                                                                     | −5.6 (22.0)                                                                    | −11.7 (11.0)                                                                   | −17.1 (1.2)                                                                    |
| 历史最低温 °C（°F） | −30 (−22)                                                                      | −28 (−18)                                                                      | −21 (−5)                                                                       | −7 (20)                                                                        | −1 (31)                                                                        | 6 (43)                                                                         | 11 (51)                                                                        | 8 (47)                                                                         | 0 (32)                                                                         | −6 (21)                                                                        | −17 (1)                                                                        | −27 (−16)                                                                      | −30 (−22)                                                                      |
| 平均降水量 mm（） | 66 (2.59)                                                                      | 57 (2.23)                                                                      | 89 (3.50)                                                                      | 120 (4.73)                                                                     | 122 (4.82)                                                                     | 114 (4.49)                                                                     | 100 (3.93)                                                                     | 86 (3.38)                                                                      | 75 (2.96)                                                                      | 80 (3.15)                                                                      | 87 (3.42)                                                                      | 64 (2.50)                                                                      | 1,059 (41.70)                                                                  |
| 平均降雪量 cm（） | 14 (5.7)                                                                       | 11 (4.3)                                                                       | 5.8 (2.3)                                                                      | 0.51 (0.2)                                                                     | 0.0 (0.0)                                                                      | 0.0 (0.0)                                                                      | 0.0 (0.0)                                                                      | 0.0 (0.0)                                                                      | 0.0 (0.0)                                                                      | 0.0 (0.0)                                                                      | 2.3 (0.9)                                                                      | 8.1 (3.2)                                                                      | 42 (16.6)                                                                      |
| 平均降水天数（≥ 0.01 in） | 9.3                                                                            | 8.7                                                                            | 10.8                                                                           | 11.5                                                                           | 12.6                                                                           | 9.8                                                                            | 8.9                                                                            | 8.4                                                                            | 7.3                                                                            | 8.5                                                                            | 9.0                                                                            | 9.0                                                                            | 113.8                                                                          |
| 平均降雪天数（≥ 0.1 in） | 4.7                                                                            | 3.9                                                                            | 1.7                                                                            | 0.2                                                                            | 0.0                                                                            | 0.0                                                                            | 0.0                                                                            | 0.0                                                                            | 0.0                                                                            | 0.0                                                                            | 0.8                                                                            | 3.2                                                                            | 14.5                                                                           |
| 平均相對濕度（％） | 75                                                                             | 73                                                                             | 68                                                                             | 64                                                                             | 67                                                                             | 67                                                                             | 68                                                                             | 70                                                                             | 70                                                                             | 69                                                                             | 72                                                                             | 76                                                                             | 70                                                                             |
| 月均日照時數 | 161.2                                                                          | 158.3                                                                          | 198.3                                                                          | 223.5                                                                          | 266.5                                                                          | 291.9                                                                          | 308.9                                                                          | 269.8                                                                          | 236.1                                                                          | 208.4                                                                          | 140.9                                                                          | 129.9                                                                          | 2,593.7                                                                        |
| 可照百分比 | 53                                                                             | 53                                                                             | 53                                                                             | 56                                                                             | 60                                                                             | 66                                                                             | 68                                                                             | 64                                                                             | 63                                                                             | 60                                                                             | 47                                                                             | 44                                                                             | 58                                                                             |
| 来源：NOAA（1981–2010年相对湿度；1961–1990年日照） 圣路易斯国际交换站，1874年1月–1892年12月在气象局，1893年1月–1929年12月在伊茲橋，1930年1月起在兰伯特-圣路易斯国际机场。 |                                                                                |                                                                                |                                                                                |                                                                                |                                                                                |                                                                                |                                                                                |                                                                                |                                                                                |                                                                                |                                                                                |                                                                                |                                                                                |

## 人口
| 调查年                                                      | 人口    | 备注   | %±     |
| ----------------------------------------------------------- | ------- | ------ | ------ |
| 1810                                                        | 1,600   |        | —      |
| 1830                                                        | 4,977   |        | —      |
| 1840                                                        | 16,469  |        | 230.9% |
| 1850                                                        | 77,860  |        | 372.8% |
| 1860                                                        | 160,773 |        | 106.5% |
| 1870                                                        | 310,864 |        | 93.4%  |
| 1880                                                        | 350,518 |        | 12.8%  |
| 1890                                                        | 451,770 |        | 28.9%  |
| 1900                                                        | 575,238 |        | 27.3%  |
| 1910                                                        | 687,029 |        | 19.4%  |
| 1920                                                        | 772,897 |        | 12.5%  |
| 1930                                                        | 821,960 |        | 6.3%   |
| 1940                                                        | 816,048 |        | −0.7%  |
| 1950                                                        | 856,796 |        | 5.0%   |
| 1960                                                        | 750,026 |        | −12.5% |
| 1970                                                        | 622,236 |        | −17.0% |
| 1980                                                        | 453,805 |        | −27.1% |
| 1990                                                        | 396,685 |        | −12.6% |
| 2000                                                        | 348,189 |        | −12.2% |
| 2010                                                        | 319,294 |        | −8.3%  |
| 2017年估计                                                  | 308,626 | [ 12 ] | −3.3%  |
| U.S. Decennial Census 1790–19601900–1990 1990–20002010–2015 |         |        |        |

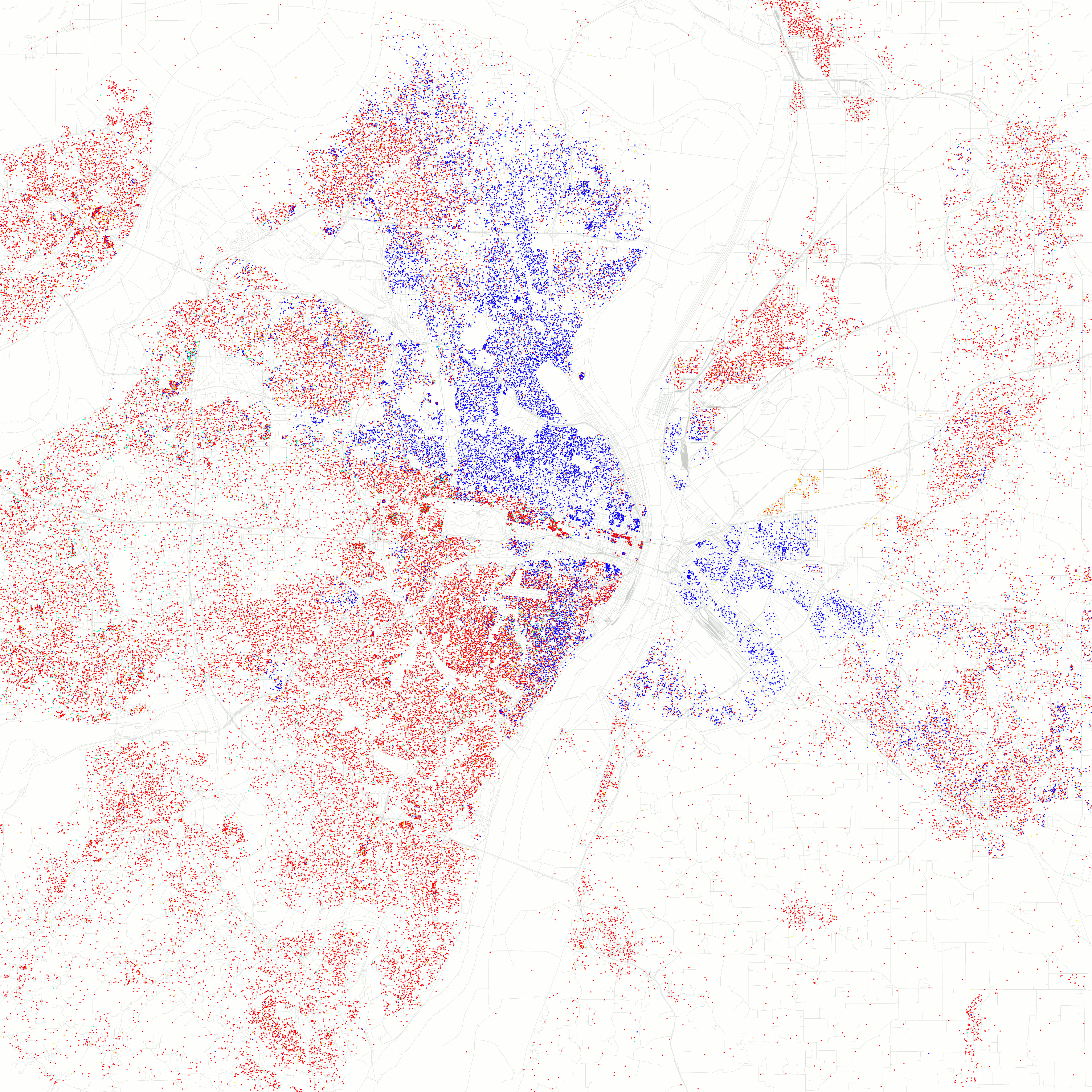
2010年人口分佈圖：白人、黑人、亞洲人、西班牙裔或其他（黃色）

聖路易的人口在1950年曾達到高峰，有856,796人。此後人口逐年遞減，至2000年，有348,189人；到2010年，則有319,294人。
種族方面，1940年聖路易86.6%的人口為白人，黑人佔13.3%，拉丁裔則僅0.2%。至2010年，白人人口比例下滑，僅佔全體人口43.9%，黑人則大幅上升，為49.2%，而拉丁裔則有3.5%。
在美国的非裔美国人大迁徙（Great Migration）中，圣路易斯的黑人人口数量激增。

## 治安
自2014年开始，圣路易斯成为美国人均被谋杀率最高的城市，2019年为64.54/10万人。自1993年以来，其指数罪案有逐年下降的趋势，但仍高于美国平均水平。

## 经济
聖路易曾是美國重要的工業城市和中部水陸運輸的樞紐。隨後由於美國產業結構調整，導致聖路易一帶大量工廠倒閉，製造業的佔比在聖路易經濟中不斷下降。現今仍盤踞在聖路易的產業，包括美國大型航空製造業公司麦克唐纳-道格拉斯公司、艾默生电气公司。
目前聖路易最重要的產業為服務業，主要包括公營事業、高等教育、醫療和生物技術等。以聖路易為總部的大型企業有：皮博迪能源、阿莫林公司、快捷藥方、西格瑪-艾爾德里奇公司（Sigma-Aldrich）。
根據2013年聖路易綜合年度財務報告，2012年全市首十大僱主為：
- 聖路易華盛頓大學：僱用14,705人
- BJC醫療護理：僱用13,241人
- 聖路易大學：僱用10,096人
- 聖路易市政府：僱用8,098人
- 美國國防部財政組：僱用6,379人
- 富國銀行集團：僱用5,653人
- 聖路易教育局：僱用4,992人
- 密蘇里州政府：僱用4,240人
- AT&T：僱用4,016人
- 美國郵政署：僱用3,973人

## 文化
由於在歷史上，最先在聖路易駐腳的是法國人，聖路易傳統上受羅馬天主教影響甚大。其中最具代表性建築物，為聖路易聖殿主教座堂。

## 教育

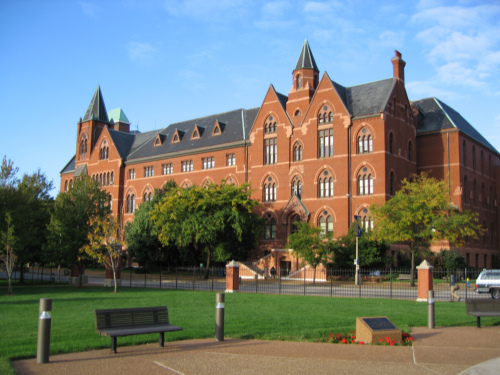
聖路易大學行政樓，該校為密西西比河以西最早的高等教育機構之一

聖路易公立學校系統是聖路易市最大的教育機構，負責管理全市75所公立中小學和附屬學校，擁有約2萬5千名學生。聖路易公立學校系統由州政府授權成立，並且受州政府機構聖路易教育委員會節制。此外市內亦有教育委員會但並無法律上的權力。至2000年起，聖路易市亦開設了數家特許學校（charter schools）。這些學校由州政府許可成立，多由當地或企業贊助，提供從幼稚園到高中的系統性教育。天主教圣路易斯总教区開設數家教区学校，部分能提供高中階段的教育。其他私立高中有天主教學校，信義宗學校和幾所非宗教私立高中。
聖路易市內亦有兩所大型研究性大學：聖路易華盛頓大學和聖路易斯大學。兩所學校均為多學科綜合性私立大學。聖路易華盛頓大學醫學院久負盛名，為美国新闻与世界报道評出前十名的醫學院。聖路易大學為天主教背景的私立大學，是聖路易，也是整個密西西比河西岸第一所高等教育機構。市內唯一的一所公立大學為哈里斯-史杜威州立大學，該校曾經為傳統黑人大學。史蒂芬商業和藝術學院為市內一所提供2年制大專和4年制本科學位的學校。此外，大聖路易地區有約數十所公私立學校提供不同程度的高等教育。

## 體育
聖路易傳統體育運動隊有聖路易紅雀隊（職業棒球）,聖路易藍調隊（職業冰球）。
| 球隊         | 联盟                  | 运动 | 主场              | 成立年份 | 锦标赛           |
| ------------ | --------------------- | ---- | ----------------- | -------- | ---------------- |
| 聖路易紅雀   | 美国职棒大联盟（MLB） | 棒球 | 布希球場          | 1882年   | 11次世界大賽冠军 |
| 圣路易斯藍調 | 國家冰球聯盟（NHL）   | 冰球 | Enterprise Center | 1967年   | 1次史丹利盃      |

## 交通

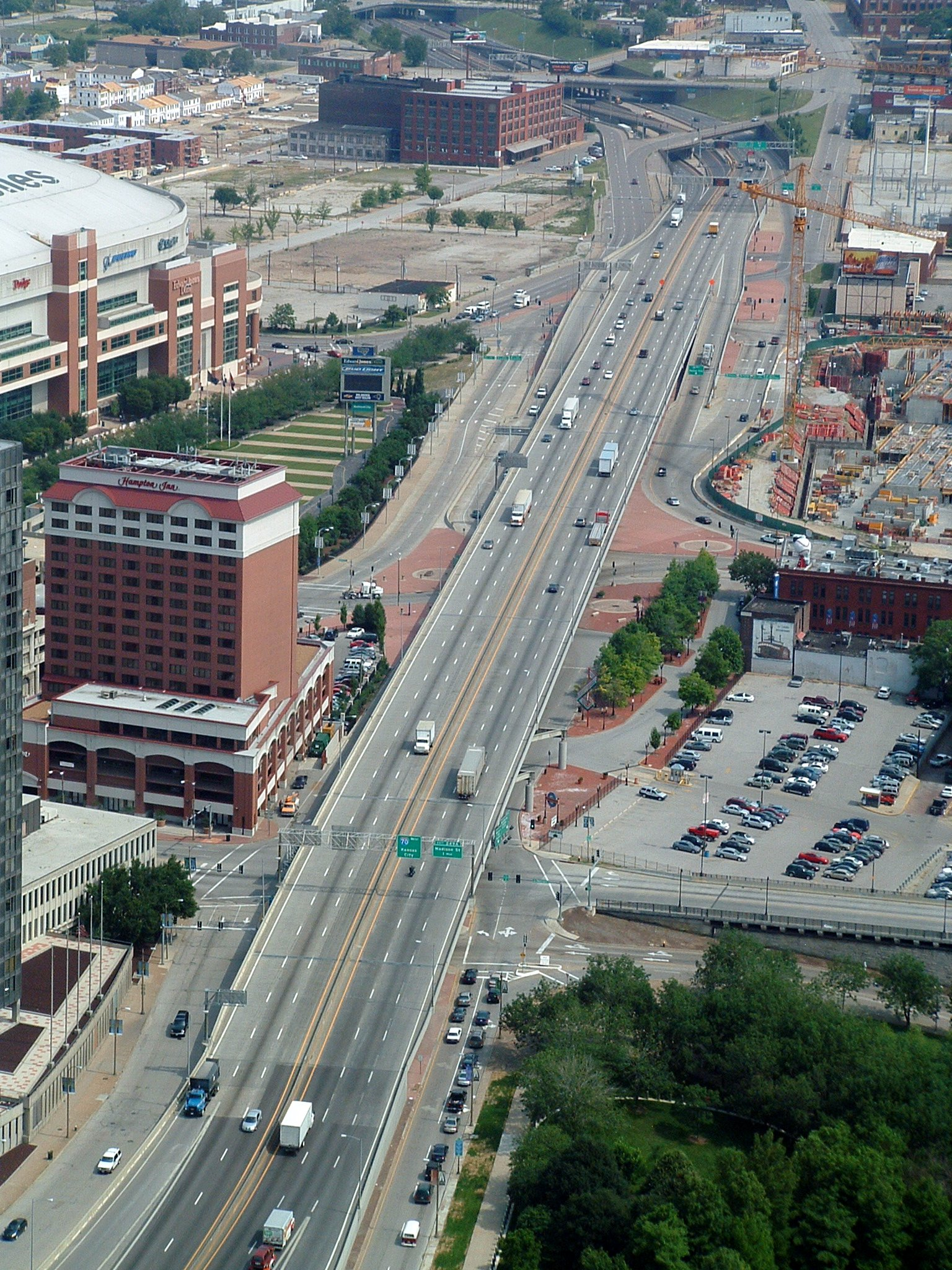
70號州際公路南北貫穿聖路易市區

聖路易交通發達，主要交通方式有公路，鐵路，河運和空運。聖路易市亦有較為發達的公共交通系統，公共汽車和輕軌列車服務於聖路易市和相鄰縣市。

### 公路運輸
聖路易共有四條洲際高速公路通過，其中70號州際公路（I-70）從西北進入城市，55號州際公路（I-55）則從西南進入，兩條高速公路分別在斯坦·穆休老兵纪念大桥和波普勒街大橋穿過密西西比河向東進入伊利諾伊州。44号高速公路（I-44）和64号高速公路（I-64）则从市西侧进入城市并和其他高速公路在市中心汇合。圣路易斯市亦是圣路易斯-圣保罗大道的起点（Avenue of the Saints），该公路包含了一部分州际公路和国道系统，全长563英里，是沟通明尼苏达州聖保羅和聖路易重要的交通要道。城市道路市中心為棋盤狀，西邊為西北，西南兩個走向放射。重要的道路有南北走向有紀念大道（Memorial Drive，和I-70市區段平行的普通道路），格蘭德大道（Grand Boulevard），傑斐遜大道（Jefferson Avenue），西南－東北走向的格拉維斯路（Gravois Road，舊66號美國國道），以及西北－東南走向的馬丁·路德·金大道（Martin Luther King, Jr. Drive）。

### 輕軌運輸

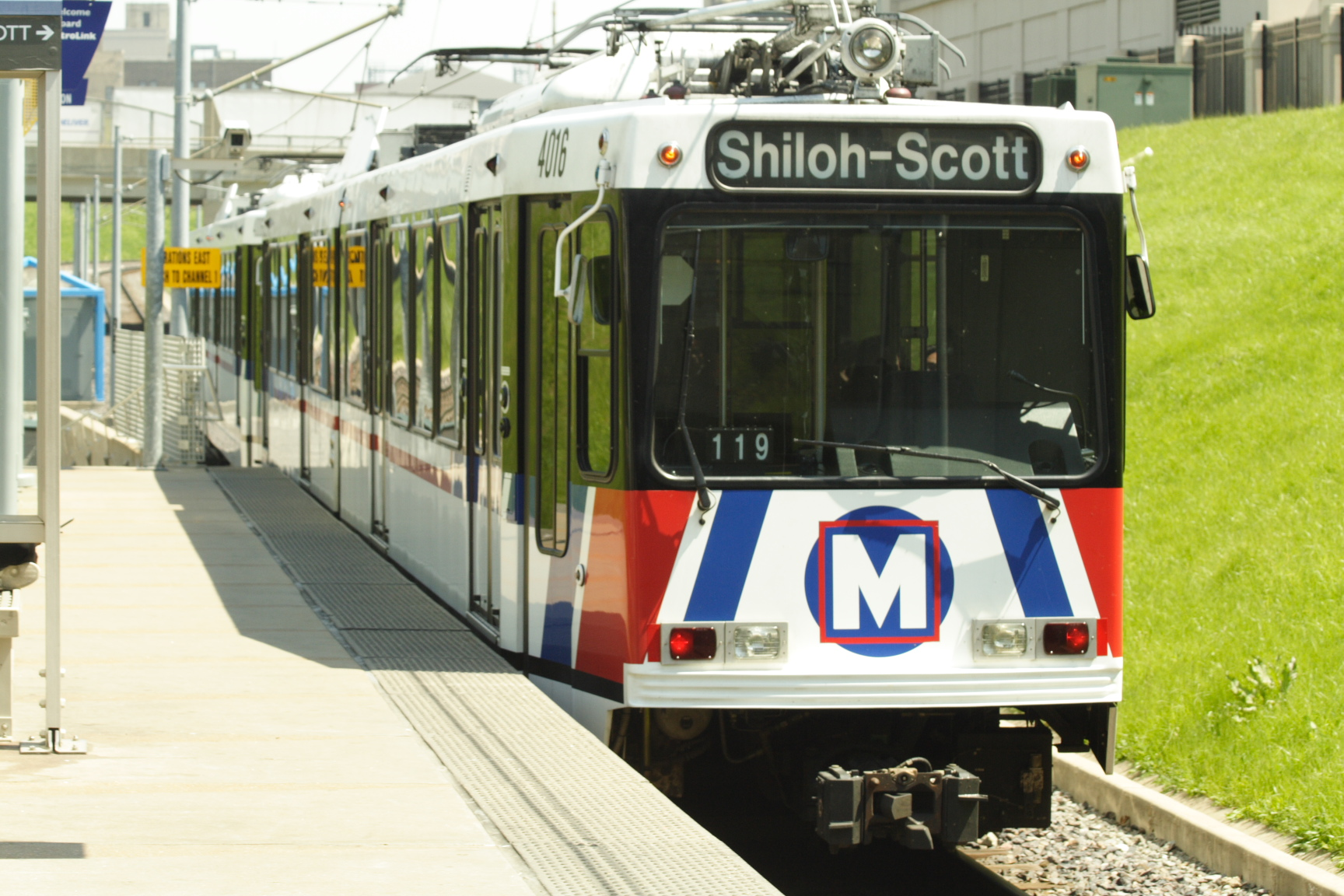
聖路易輕軌列車從聖路易聯合車站開出

聖路易市擁有美國中西部最大的都市輕軌系統，由雙州發展署運營，資金來自聖路易市和鄰近縣市的消費稅提成，服務於聖路易市和周圍其他縣市以及伊利諾伊州部分地區。雖然名為輕軌（Light Rail）但線路標準按照高運量捷運系統設計建造，全程擁有獨立路權，復線行駛。目前共有紅，藍兩條線，在森林公園站會合。樞紐站為聖路易交通中心，乘客在該站亦可轉乘長途火車，長途巴士和公共汽車前往市內外各地。

### 机场

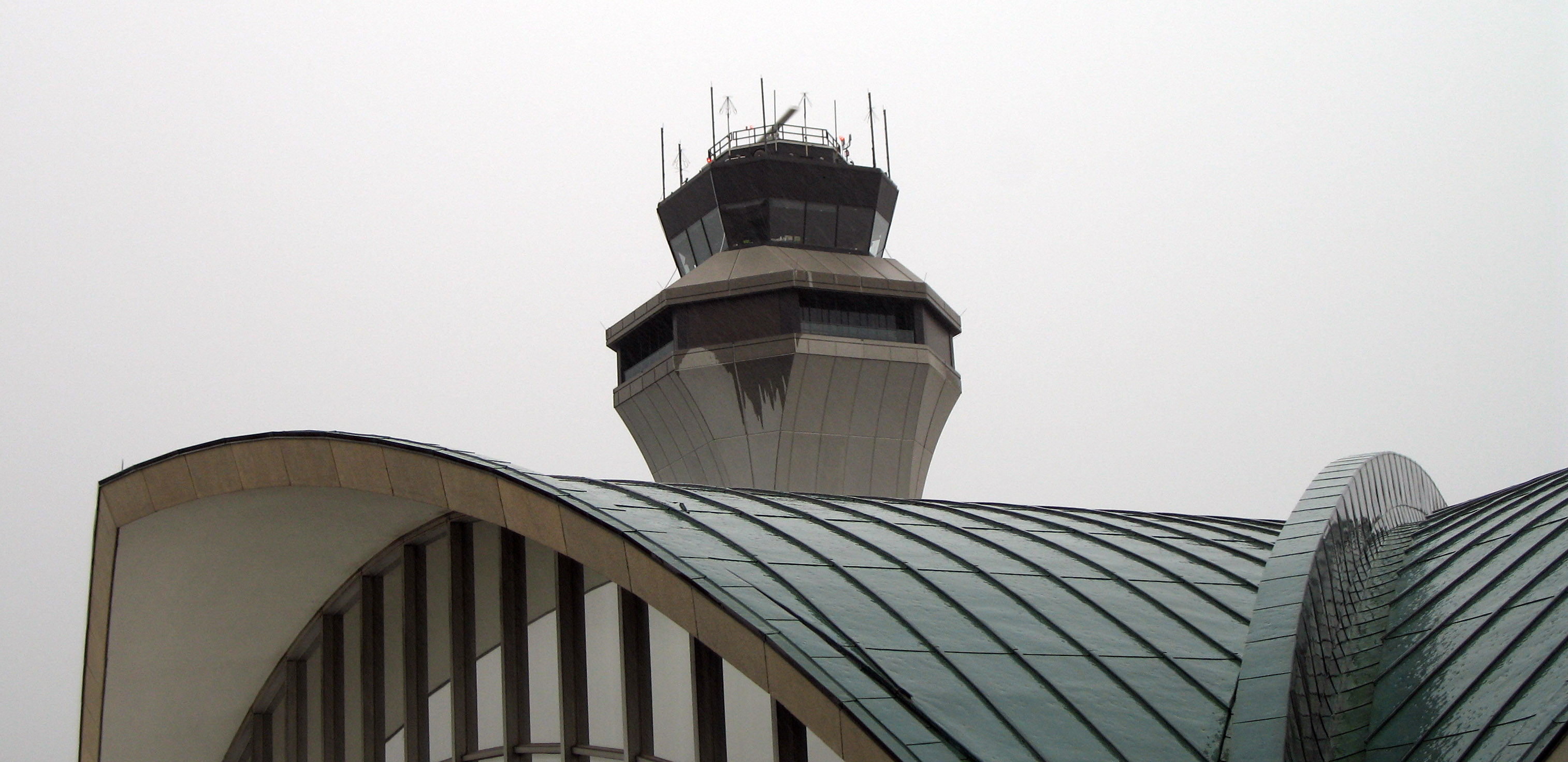
Control tower and main terminal at Lambert St. Louis

聖路易蘭伯特國際機場位於聖路易縣，毗鄰70號高速公路，據聖路易市11英里。但歸屬於聖路易市管理運營，是美國最大最繁忙航空港之一。2011年平均每天有255架次起降，客貨航班目的地達90個地區（含國際航班），全年共運輸乘客1300萬人次。聖路易機場曾是環球航空的總部所在地，現在為美國航空，美國航空聯運和西南航空的主要樞紐機場。機場共有2個航站樓和5個進站大廳（其中一個目前處於關閉狀態）。有通勤巴士連結兩個航站樓，亦有輕軌，出租車和市郊巴士連結市區和周邊市縣。
蘭伯特國際機場亦是重要貨運機場和重要的飛機生產維護中心。麦克唐纳-道格拉斯公司總部曾設在蘭伯特機場並生產裝配美國空軍使用的戰鬥機。麥道被波音收購後，繼續在機場附近的麥道裝配廠生產F-15鷹式戰鬥機和美國海軍使用的F/A-18E/F超級大黃蜂式打擊戰鬥機。除蘭伯特機場外，聖路易地區還擁有數個貨運和通用航空機場，其中較大的有中美國聖路易機場（MidAmerica St. Louis Airport），“聖路易精神號”機場（Spirit of St. Louis Airport）以及（東）聖路易市區機場（St. Louis Downtown Airport）。

### 铁路運輸

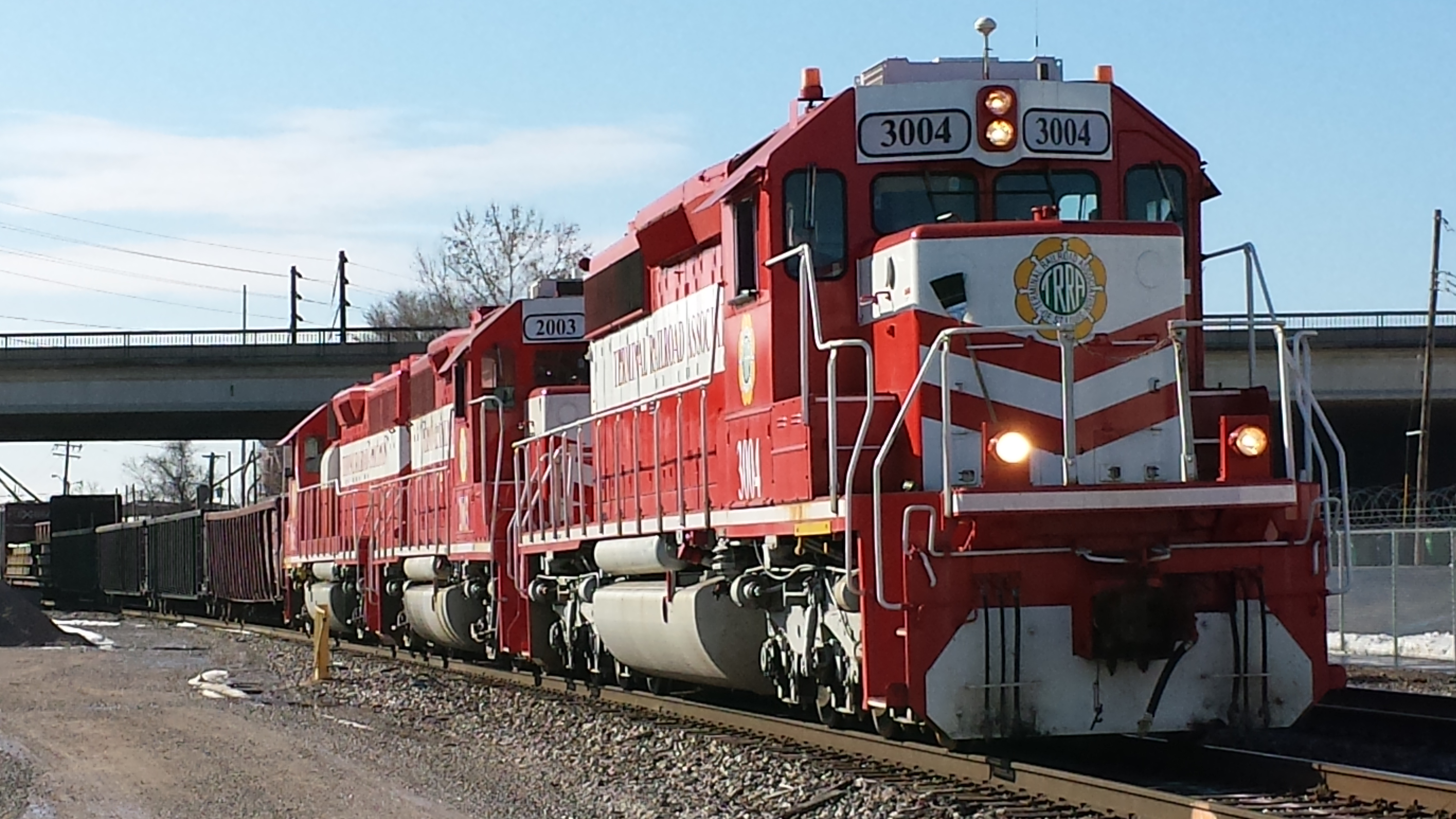
一列終端鐵路公司的貨運列車正在漢普頓大街附近的鐵路上向東行駛

聖路易曾經是美國重要的鐵路交通樞紐，聖路易聯合車站曾經是美國也是世界上最大，最繁忙的鐵路車站之一。目前鐵路長途客運已經衰退，但鐵路貨運仍然十分繁忙。
美國國鐵為聖路易長途鐵路客運唯一運營商，車站為位於市區的聖路易交通中心。始發終到的列車有往返於芝加哥的林肯服務號準高速試驗列車，以及往返堪薩斯城的密蘇里河泛舟號。上述兩班列車每日均開行多對。經停的列車有從芝加哥開往德克薩斯州聖安東尼奧的德州之鷹號。
貨運方面，聖路易目前仍為全美第三大鐵路貨運樞紐。密蘇里州出產的大量工農業原料和產品通過鐵路運輸並經過聖路易。常見貨運列車裝載物品有化肥，碎石，石油，動物產品，食品原料，非金屬礦石，穀物，酒精，菸草製品，汽車和汽車零配件。市內主要鐵路運營商有聯合太平洋鐵路，諾福克南方鐵路，福斯特·湯生鐵路（舊名“啤酒廠鐵路”），終端鐵路公司，阿弗頓鐵路，以及伯靈頓，北方和聖塔菲鐵路（BNSF）。
終端鐵路公司（Terminal Railroad Association of St. Louis，TRRA）為聖路易市負責管理車站，提供調車和裝載業務，以及溝通各鐵路公司的線路。該公司由聖路易主要鐵路公司協商成立，目前擁有約30台柴油機車。聖路易各主要工廠自備線亦由終端鐵路公司負責運送。TRAA也負責市內數個鐵路隧道，鐵路地下化，鐵路橋樑（商業橋和麥克阿瑟大橋）的經營和保養。美國國鐵和聖路易輕軌亦會使用TRAA的設施。

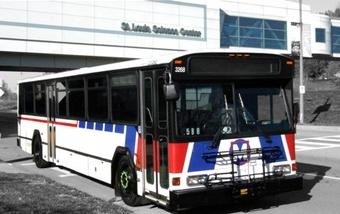
一輛行駛至聖路易斯科學中心的市區公車

### 巴士和出租車
聖路易的公共汽車亦有雙州發展署運營，目前共有75條巴士線路。除服務聖路易市外還延伸至周邊縣市。此外伊利諾伊州營運的曼迪遜縣巴士亦有數條線路延伸至聖路易，搭乘改線路可以抵達大聖路易地區伊利諾伊州的縣市。長途巴士有灰狗巴士，美鐵巴士（停站聖路易交通中心）和麥格巴士（停站聖路易聯合車站）。聖路易有多家出租車公司經營招手計程車，資費和線路，地區，所用車輛大小有關。所有出租車受到“城市出租車委員會”管理，統一安裝計價器，可用現金或信用卡付款。

### 內河運輸
水運曾是聖路易最重要的交通運輸方式並且促成城市早期的繁榮。目前已經退居二線，但仍然是貨物運輸的重要補充。聖路易河港由“聖路易港口管理局”（St. Louis Port Authority）負責管理維護，密蘇里河，密西西比河均可通航，但主要的運輸集中在密西西比河。聖路易的密西西比河岸全長19.3英里，港務局年吞吐量達3200萬公噸，按噸公里計算是美國第二繁忙的內河港口，也是全美吞吐量第三大的內河港口。全市沿河共設有大小100多個停靠點可用於駁船裝卸，並且有16個大型公共裝卸場。此外，港務局亦裝備數艘小艇用於救援任務。

## 姊妹城市
- 義大利博洛尼亚
- 爱尔兰戈尔韦
- 印度尼西亞茂物
- 乔治敦
- 法國里昂
- 中国南京
- 塞内加尔圣路易斯
- 俄羅斯萨马拉
- 德国斯图加特
- 日本诹访市
- 波蘭什切青
- 悉尼
- 中国武汉[25][26]